# Prunus detrita
Prunus detrita — вид квіткових рослин з родини трояндових (Rosaceae). Ареал охоплює такі країни: Перу.

## Середовище
Субпопуляції, розташовані на півночі Перу, пов'язані з піщаними ґрунтами, тоді як центральні та південні субпопуляції обмежені глинистими ґрунтами та амазонськими та передгірськими лісами Перу. Головною загрозою є фрагментація їхнього середовища існування через розширення сільськогосподарського фронтиру та створення пасовищ для тваринництва. Росте на висотах від 100 до 1700 метрів.